# Ciro Terranova

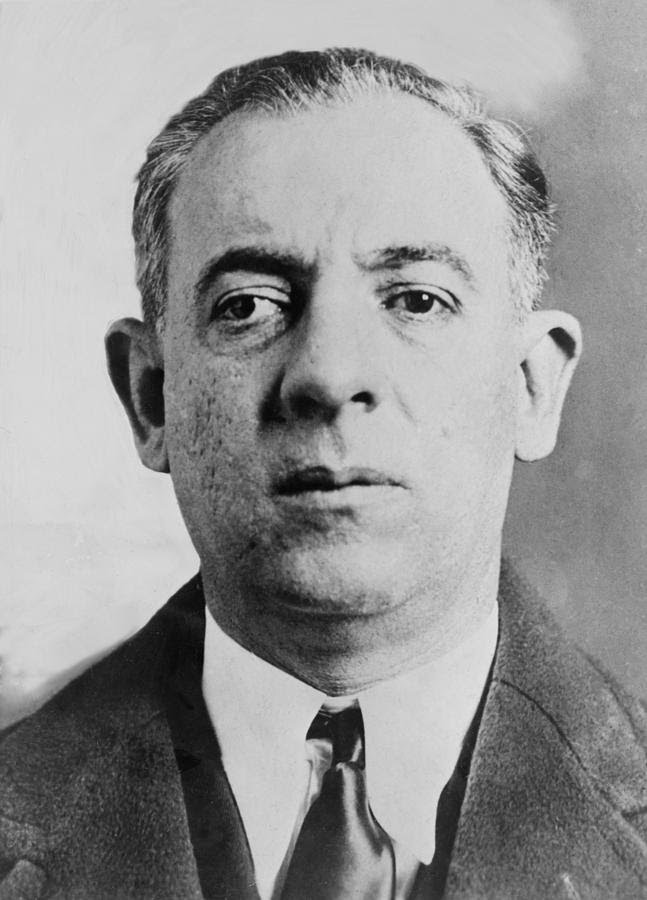
Ciro Terranova (Polizeifoto, 1930)

Ciro “Artichoke King” Terranova (* 1888 Corleone, Sizilien; † 20. Februar 1938 Manhattan in New York City) war ein Mitglied des später als „Genovese-Familie“ klassifizierten US-amerikanischen Mafia-Clans in New York City.

## Familienverhältnisse
Ciro Terranova war entweder ein jüngerer Halbbruder oder ein jüngerer Stiefbruder von Giuseppe Morello. Nach der ersten Halbbruder-Variante wären Giuseppe und Nicolo „Nick“ die ältesten Söhne von Angela Piazza, die dann mit Ciro und Vincent Terranova zwei weitere Söhne hatte. Nach der Zweiten Stiefbruder-Variante folgten Vincent und Ciro ihrer Mutter Rosalia Terranova in die Morello-Familie, wo es außerdem noch den älteren Bruder Antonio Morello gab. Überhaupt herrscht Verwirrung über die Anzahl der Brüder, da es noch einen Peter Morello geben soll, der aber heute als identisch mit Giuseppe gilt, der wiederum auch als Joe Morello bekannt war. Zur Verwirrung trug Ciro selbst auch noch bei, als er „Nick“ nach dessen Ermordung als Nicholas Terranova identifizierte.
Ciro gehörte somit zur Morello-Familie, die als Vorläufer der Genovese-Familie gelten kann.

## Biografie
Giuseppe „Peter“ Morello war 1892 von Corleone nach New York City gegangen und sechs Monate später folgte Ciro mit dem Rest der Familie: d. h. Vater und Mutter, Schwester Salvatrese (eventuell aber noch vier weitere Schwestern), seinem älteren Halbbrüdern Nicolo "Nick" Morello, sowie seinem Bruder Vincent Terranova.
Über ein Jahr lang waren sie bereits in New York City, aber die Familie kam beruflich nicht voran. Giuseppe Morello ging nach Louisiana zu einem Cousin der Familie und auch hierhin folgte ihm die gesamte Familie mit Ciro zwei Monate später. Giuseppe und sein Vater arbeiteten dort etwa ein Jahr auf einer Zuckerrohrplantage, gingen dann nach Bryan, Texas als Baumwollpflücker, gaben den Job allerdings auf, als Familienmitglieder an der Malaria erkrankten.
1896 war die Familie wieder in New York City. Wiederum waren es Giuseppe und sein Vater, die zunächst als Straßenpflasterer arbeiteten, eventuell betrieben sie dort auch eine kleine Kohlenhandlung. 1898 eröffneten sie eine Kneipe in der 13th Street und bald darauf eine zweite in der Stanton Street. Wie sein Bruder Vincent wuchs Ciro im Gang-Milieu von East Harlem auf; 1900 kamen sein älterer (Stief-)Bruder Antonio und sein (Stief-)Vater bei einer Schießerei ums Leben. Zu diesem Zeitpunkt war sein Bruder Vincent bereits der Boss einer Straßengang, die sich um die 107th Street herumtrieb.
Am 11. Juni 1900 wurde Giuseppe „Peter“ Morello zusammen mit Calagero Meggiore wegen Falschgeldbesitz und -verbreitung zu einer Strafe von 5.000 US-Dollar verurteilt. Die Verurteilung war das Ergebnis einer Geheimdienstoperation, welche durchgeführt wurde, als gefälschte 5-Dollar-Noten schlechter Qualität in Brooklyn und North Beach auftauchten.
Nach seiner Freilassung eröffnete Giuseppe zunächst zusammen mit Ciro Terranova ein Restaurant im hinteren Teil der Gastwirtschaft 8 Prince Street, wobei Ciro als Kellner tätig war; der vordere Teil wurde von Antonio Russo bewirtschaftet. Im angrenzenden Haus Nr. 9 befand sich das Importgeschäft von Ignazio Saietta, dem Boss der Black Hand Gang, mit dem Giuseppe nun erneut ins Falschgeldgeschäft einstieg. Diesmal war die Qualität der Scheine allerdings ausgezeichnet. Vieles deutet darauf hin, dass die Fälschungen in Italien gefertigt worden waren, demnach könnte Vito Cascio Ferro die notwendige Kontaktperson zur sizilianischen Mafia gewesen sein. Dieser löste dann später durch die Entsendung von weiteren Sizilianern nach New York City den Krieg von Castellammare aus.
Nach der Inhaftierung von Giuseppe Morello und Ignazio Saietta wegen der Verbreitung von Falschgeld im Jahre 1910 stieg Ciro zum Leutnant in der Schlägerbande von Giosue Gallucci auf, nach dessen Tod 1915 Ciro zum Anführer wurde. Seinen Spitznamen erhielt Ciro auf Grund seines gewaltsam durchgesetzten Monopols auf den Import von Artischocken nach New York City, was ihn zu einem klassischen „Mustache Pete“ machte.
Nach der Ermordung seines Bruders Nicholas Morello schlossen sich viele von dessen Männern nun Ciro Terranova an, der es angeblich sogar zum Caporegime unter Joe Masseria während der 1920er-Jahre brachte, während sein Bruder Giuseppe „Peter“ Morello als dessen Consigliere galt, der aber auch recht tatkräftig aktiv werden konnte.
Nach der Ermordung von Peter Morello und dann von Joe Masseria, dem Schlusspunkt im Krieg von Castellammare, galt Terranova, insbesondere unter dem neuen Boss, als demotiviert und entnervt; ohnehin war sein eigenes Engagement in illegalen Betätigungen im Vergleich zu anderen Gangstern weniger ausgeprägt gewesen. Selbst die Polizei sortierte ihn diesbezüglich dann später aus den Akten.
Ab 1935 lebte er nur noch von seinem Artischocken-Monopol, einer Einnahmequelle, die allerdings im Dezember des gleichen Jahres ebenfalls versiegte. Das Monopol fiel 1936 an Michael Coppola. Die Behörden versuchten ihn von Manhattan fernzuhalten; erst 1937 wurde Ciro Terranova die Rückkehr erlaubt. Er verstarb am 20. Februar 1938 im Alter von 49 Jahren nach einem Schlaganfall.
Er wurde auf dem Calvary Cemetery in Queens in einem Familiengrab beigesetzt, in dem auch später sein Schwager Ignatius Lupo (alias Ignazio Lupo bzw. Ignazio Saietta) beerdigt wurde.

## Film und Filmzitate
In der US-amerikanischen TV-Serie Die Unbestechlichen aus dem Jahr 1959 wird Ciro Terranova durch den Schauspieler Jack Weston verkörpert.